# Heljarfjall
Heljarfjall är ett berg i republiken Island. Det ligger i regionen Norðurland eystra, 230 km nordost om huvudstaden Reykjavík. Toppen på Heljarfjall är 1 285 meter över havet, eller 408 meter över den omgivande terrängen. Bredden vid basen är 4,7 km.
Trakten runt Heljarfjall är nära nog obefolkad, med mindre än två invånare per kvadratkilometer. Det finns inga samhällen i närheten. Trakten runt Heljarfjall består i huvudsak av gräsmarker.